# Neopluvial

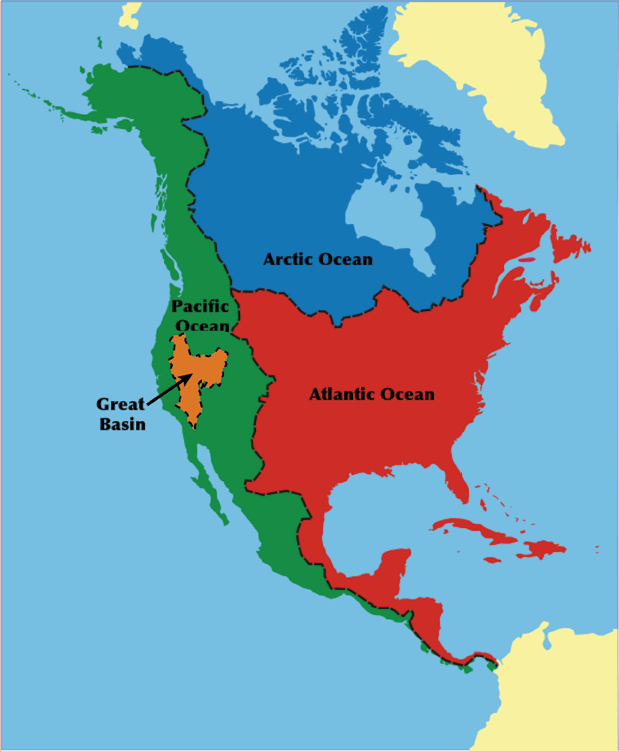
Localização da Grande Bacia (em laranja)

O neopluvial foi uma fase de clima úmido e frio que ocorreu durante o final do Holoceno no oeste dos Estados Unidos. Durante o neopluvial, os níveis de água em vários lagos hoje secos e endorreicos, como o Grande Lago Salgado, aumentaram e a vegetação mudou em resposta ao aumento das precipitações. O evento não foi exatamente síncrono em todas as regiões, com os aumentos dos níveis de lagos neopluviais ocorrendo entre 6.000 e 2.000 anos atrás. O período está correlacionado ao neoglacial [en].

## Evidências
O neopluvial ocorreu nos oeste dos Estados Unidos no final do holoceno, causando um aumento nos níveis dos lagos da Grande Bacia e o reabastecimento de lagos e nascentes anteriormente secas. O período foi observado no Grande Lago Salgado, Lago Fallen Leaf, Lago Cochise, Deserto de Mojave, Lago Mono, Lago Owens [en], Lago Pyramid [en], Lago San Luis, Lago Silver, Lago Summer, Lago Tulare [en], Lago Walker [en] e Lago Winnemucca.
Durante o neopluvial, o Grande Lago Salgado tornou-se menos salino, e o Lago Pyramid atingiu um nível de água de 1186 metros acima do nível do mar. Os lagos Walker, Owens e Mono alcançaram seus níveis mais altos do Holoceno, com os volumes dos dois últimos mais que dobrando. Da mesma forma, os níveis de água no Lago Tahoe subiram a ponto de transbordar para o Rio Truckee [en]. O Lago Silver, no Deserto de Mojave, formou um lago perene, e a vegetação se expandiu nas Montanhas Little Granite. O Lago Summer subiu acima de seu nível atual, atingindo uma elevação de cerca de 1278 metros, embora não tão alto quanto no Holoceno Médio. Os níveis de água também aumentaram no Lago Tulare.
Nas Montanhas Brancas [en], prados se formaram durante o neopluvial; áreas de gelo nas Montanhas Beartooth [en] e geleiras cresceram na Serra Nevada; absintos, éfedras e outras espécies vegetais se expandiram na região do Grande Lago Salgado; pântanos se expandiram no centro e norte da Grande Bacia; comunidades de mamíferos na bacia do Lago Bonneville migraram com o aparecimento do Chaetodipus formosus, do Perognathus parvus [en] e do Reithrodontomys megalotis [en] em locais onde antes não estavam presentes, além da abundância de artiodátilos. A linha de árvores desceu, com o limite inferior da vegetação lenhosa entrando em desertos. Curiosamente, as elevações mais altas da linha de árvores na área do Lago Bonneville ocorreram durante o neopluvial, o que pode indicar verões mais quentes. O fim do neopluvial pode estar alinhado com uma mudança nas populações de Rhinichthys osculus [en].
Na região do Vale Owens [en], durante o neopluvial, a população humana tornou-se mais sedentária, e o comércio pela Serra Nevada foi estabelecido ("Período Newberry"/"Período Arcaico Médio"). A população próxima ao Lago Alvord aumentou durante esse período e persistiu mesmo após o fim dele no local. Em Nevada, as maiores casas de povos nativos foram construídas durante o neopluvial.

## Cronologia
O início do neopluvial ocorreu há cerca de 6.000 anos antes do presente, mas não foi simultâneo em todas as regiões:
- O neopluvial ocorreu entre 4.000 e 2.000 anos antes do presente na Bacia de Carson [en].[16] Já na bacia do Lago Lahontan, este terminou há cerca de 2.000 anos.[3]
- No Lago Fallen Leaf, o neopluvial ocorreu há 3.700 anos antes do presente, terminando há 3.650 anos;[5] após isso, as precipitações tornaram-se mais irregulares até o início da Pequena Era Glacial, cerca de 3.000 anos depois.[25]
- Ocorreu entre 5.100 e 2.650 anos antes do presente no centro-norte da Grande Bacia,[18]
- No Grande Lago Salgado, o neopluvial começou há 5.000 anos antes do presente, com níveis máximos de água entre 3.000 e 2.000 anos antes do presente.[4]
- Ocorreu entre 3.000 e 4.000 anos antes do presente no Lago Cochise.[6]
- Ocorreu entre 4.000 e 2.500 anos antes do presente no Deserto de Mojave.[7]
- No Lago Pyramid, começou há 5.000 anos antes do presente, atingindo o máximo entre 4.100 e 3.800 anos antes do presente.[5]
- Lagos de alta elevação nas Montanhas Rochosas com pequenas bacias hidrográficas, particularmente sensíveis a mudanças no balanço hídrico, mostraram aumento síncrono nos níveis de água entre 6.000 e 5.000 anos antes do presente, centrado em 5.700 anos atrás.[26]
- Na área do Lago Summer, o Neopluvial ocorreu entre 4.000 e 1.900 anos atrás.[13]
- Níveis de água crescentes no Lago Tahoe cobriram árvores entre 4.800 e 5.700 anos antes do presente.[12]
- No Lago Tulare, o neopluvial durou entre 4.500 e 2.800 anos antes do presente; após isso, ocorreu uma seca severa.[9]

## Eventos relacionados
O neopluvial está parcialmente relacionado ao neoglacial, e pode ter sido causado por uma mudança nas condições de inverno no norte do Pacífico. Esse resfriamento é explicado, principalmente, pela diminuição constante da insolação de verão, embora padrões síncronos nas respostas hidrológicas em escalas sub milenares possam estar ligados a mudanças na circulação atmosférica impulsionadas por fatores como variabilidade interna nas teleconexões oceano-atmosfera. O fortalecimento da variabilidade do El Niño, um resfriamento do norte do Pacífico e um deslocamento para o sul da corrente de jato do Pacífico também coincidiram com o neopluvial. O neopluvial assemelha-se ao período pluvial ocorrido no oeste da América do Norte durante o final do Último Máximo Glacial, mas foi muito menos intenso que o período úmido do Último Máximo Glacial.

## Terminologia
O termo "neopluvial" foi cunhado em 1982 e originalmente se referia aos altos níveis do Lago Summer. O termo também foi usado para uma fase de aumento de umidade no meio ao final do Holoceno observada na forma de maior umidade no leste do Texas, possivelmente ligada a uma monção mais forte ou ao neopluvial do oeste dos EUA.